# Тьягу Венансью
Тьягу Венансью (порт. Tiago Venâncio, 19 липня 1987) — португальський плавець.
Учасник Олімпійських Ігор 2004, 2008, 2012 років.